# Sisters Are Doin’ It for Themselves
Sisters Are Doin’ It for Themselves – singel brytyjskiego duetu Eurythmics oraz amerykańskiej piosenkarki soul, Arethy Franklin, wydany w 1985 roku.

## Ogólne informacje
Był to trzeci singel z piątego studyjnego albumu zespołu Be Yourself Tonight. Piosenka jest utrzymana w stylu pop-rock-R&B i zawiera feministyczne przesłanie. Singel stał się dużym hitem, docierając do pierwszej dwudziestki na amerykańskiej liście Billboard Hot 100 i plasując się w Top 10 w Wielkiej Brytanii. Utwór znalazł się także na albumie Arethy Who’s Zoomin’ Who? z 1985 roku. Na stronie B umieszczono piosenkę „I Love You Like a Ball and Chain”.

## Teledysk
Autorami teledysku do tej piosenki są Eddie Arno i Mark Innocenti.

## Pozycje na listach przebojów
| Kraj              | Pozycja |
| ----------------- | ------- |
| Wielka Brytania   | 9       |
| Stany Zjednoczone | 18      |
| Kanada            | 33      |
| Irlandia          | 5       |
| Niemcy            | 22      |
| Szwajcaria        | 20      |
| Holandia          | 17      |
| Australia         | 15      |
| Nowa Zelandia     | 6       |